# Michiel Teeling
Michiel Teeling (Wormerveer, 11 februari 1980) is een Nederlands sportverslaggever en voetbalcommentator bij ESPN.

## Biografie
Michiel Teeling begon in 1997 aan zijn opleiding aan de School voor de Journalistiek. Tijdens zijn opleiding werkte hij bij de sportredactie van het Utrechts Nieuwsblad, de KNVB en bij NOS Langs de Lijn. In 2000 werkte hij fulltime op de sportredactie van NOS Teletekst.
In 2001 liep Teeling stage bij Canal Plus als redacteur en beeldbandredacteur, maar sinds 2002 ook als commentator van diverse (Europese) voetbalcompetities. Bij Canal+ rolde hij geleidelijk het vak van commentator in. Vanaf de start van Talpa in 2005 was Teeling te horen als commentator bij Eredivisie-samenvattingen, maar later veelal bij 'live'-wedstrijden. Teeling was als commentator actief bij wedstrijden uit de Eerste divisie, de Premier League, de Bundesliga, de UEFA Champions League en de Eredivisie. Sinds 2008 werkt Teeling voor Eredivisie Live.
In latere jaren deed Teeling verslag van enkele grote toernooien zoals het Jeugd WK van 2005 in Nederland, het Jeugd EK van 2006 en het Jeugd EK van 2007 waarin Jong Oranje beide keren kampioen werd en natuurlijk het EK 2004 in Portugal.
Vanaf 2008 is Teeling actief voor Eredivisie Live, Fox Sports en op dit moment voor ESPN. Daar is hij een van de vaste commentatoren bij de wedstrijden uit de Eredivisie.

## Persoonlijk
Michiel is tevens de partner van de een dag oudere Carrie ten Napel, ze hebben samen een zoon en een dochter.